# 朗士華路
朗士華路（英語：Roncesvalles Avenue）是加拿大安大略省多倫多的一條南北小幹道。它始於皇后西街（Queen Street West）、皇帝西街（King Street West）及女皇道（The Queensway）向北延伸至登打士西街的路口。在其南部起點，皇帝西街的車流繼續向北進入朗士華路，除非車流向東或向西轉向皇后西街或女皇道。在其北端，交通繼續進入登打士街，這基本上是朗士華路的直線向北延伸。
朗士華路得名於1813年在西班牙隆塞斯瓦耶斯山口（Roncesvalles Pass）發生的隆塞斯瓦耶斯戰役（Battle of Roncesvalles）。（在西班牙語中的意思是「荊棘谷」。）在這個峽谷中，沃爾特·奧哈拉上校（Colonel Walter O'Hara）——19世紀早期的愛爾蘭定居者在該地區的建立中發揮了重要作用，他率領一個團與撤退的拿破崙軍隊作戰。

## 描述
朗士華路有兩條中心交通車道，可承載道路交通及有軌電車，24/7的路邊停車和位於路邊停車場和交通車道之間的單車徑。在有軌電車停靠站，行人路延伸至有軌電車軌道，以便於上車。
沿著從皇后街至登打士街的街道東側，這些建築物是帶有上層公寓的店面。大多數建築物的歷史可追溯至1910年及以後。沿西側，土地用途更加多樣化。在皇后街夾朗士華路的路口，有一家旅館。 十字路口後面是大型的朗士華車房（Roncesvalles Carhouse），一個多倫多公車局（TTC）的有軌電車維護和存儲設施。再往北是哥白尼小屋（Copernicus Lodge），一個安老院。住宅用途在西側占主導地位，在夾浩華公園路（Howard Park Avenue）的路口周圍有一些商業店面。
朗士華路沿線的企業被組織成「朗士華村商業促進區」（Roncesvalles Village Business Improvement Area）。住宅區前為前村莊博頓（Brockton）及柏杜（Parkdale）的一部分，今天被簡單地歸類為朗士華（Roncesvalles）社區。那裏的許多企業為該市的波蘭裔人口服務。

## 歷史
多倫多地圖冊中第一次提到朗士華路是在1860年。這條道路的建造是為了連接皇后街與登打士街，然後是西部的主要公路。皇帝西街（King Street West）於1880年代延伸至朗士華路。女皇道建於1950年代，儘管朗士華路以西的皇后街的一小部分路段已建於1800年代。在其建造時，街道周圍的區域主要是帶有市場花園的農業區。
1856年，奧哈拉上校的兒子們通過將沿街的土地劃分為多個地塊來規劃朗士華路。1879年，這條街成為柏杜（Parkdale）社區的西部邊界。1904年，Joseph Phillips是約克地區貸款和儲蓄公司的所有者，他在朗士華路上設立了一個五層的總部。Phillips在朗士華路西側建造和出售地產，形成了西側住宅和東側混合用途的格局。在Phillips於1906年因高利貸入獄後，Home Smith接手促進發展。利用自己的人脈，Smith在朗士華路大道安排了一條有軌電車線路，並創建了新寧西遊樂園（Sunnyside Amusement Park）。他還將約克區貸款大樓（York Region Loan building）改建為豪華公寓，在該地區開創了此類公寓的趨勢。1910年至1924年間，該地區出現了建築熱潮。
在2009年至2011年期間:1，朗士華路在建築工程完成後重建為新的街道設計，以更換有100年歷史的水管和下水道以及破舊的有軌電車軌道。新的街道設計包括由鋪路石製成的更寬的行人路和種植85棵新樹的花壇、長椅及「有軌電車停靠點」。（停靠點是行人路的延伸，令乘客在不踏入街道的情況下登上有軌電車。）街道的路邊車道從12-13英尺縮小到6.5英尺，成為24/7停車道。街道上增加了單車徑。

## 有軌電車停靠點

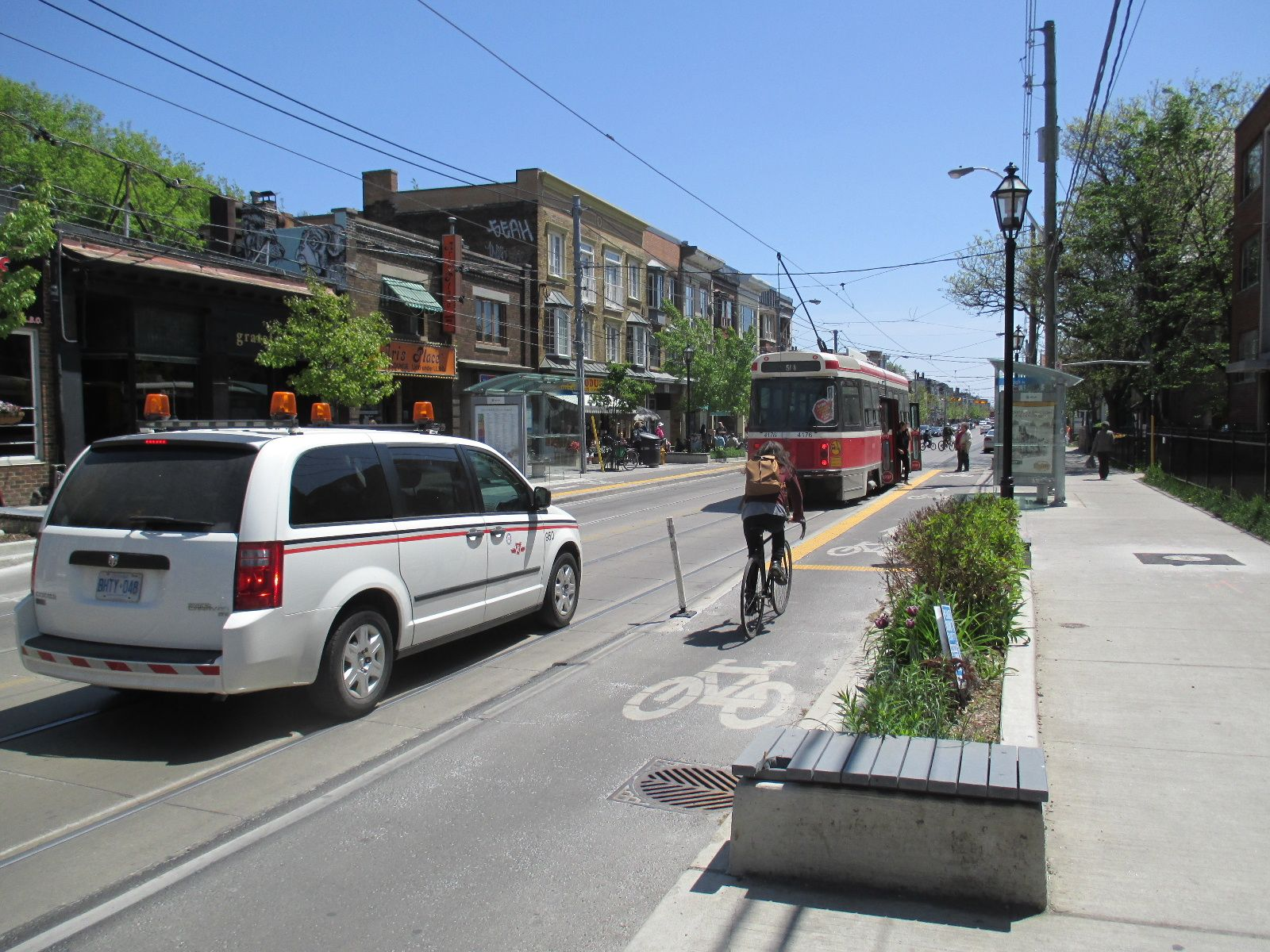
朗士華路上的停靠点。它既是有軌電車站，又是單車徑

2010年12月19日，在更換軌道並重新設計街道後，504號皇帝街有軌電車線（504 King）在朗士華路恢復運作。新的街道設計包括單車徑和在電車站加寬的行人路「停靠點」，允許乘客直接從路邊登上有軌電車。在這些路段中，單車徑從主幹道緩緩升起，一直延伸到停靠點； 當有軌電車在停靠點停下時，騎單車的人必須停下來讓乘客上下車。其令單車徑越過凸台，避免了將單車強行駛入有軌電車車道並陷入有軌電車軌道凹槽的問題。
停靠點還可以讓嬰兒車和輪椅更容易進入有軌電車。然而，儘管2018年1月2日在504號皇帝街有軌電車線（504 King）和朗士華路引入了無障礙低地板Flexity Outlook有軌電車，但由於站台高度問題阻止了Flexity Outlook有軌電車上的裝載坡道的部署，這些停靠點仍無法進入。
由2021年2月至2022年8月，多倫多公車局（TTC）將在皇帝西街（King Street West）、女皇道（The Queensway）、皇后西街（Queen Street West）及朗士華路的交叉口重建有軌電車交叉點（KQQR）。2022 年，作為KQQR重建的一部分，TTC還將修改朗士華路沿線由哈佛路（Harvard Avenue）至登打士西街的停靠點，以符合《2005年安大略省殘疾人士暢通易達法令》（Accessibility for Ontarians with Disabilities Act）的要求。同樣作為KQQR重建的一部分，將在KQQR交叉口北側的朗士華路路段沿線安裝兩個額外的停靠點（北行和南行）。KQQR項目還將在KQQR十字路口東南角的皇后街路段上增加一個與朗士華路類似的東行停靠點；這將取代KQQR交叉口西側女皇道上的東行島式月台。:5